# Federación de la Industria Relojera Suiza
La Federación de la Industria Relojera Suiza (Fédération de l'industrie horlogère suisse FH en francés), con sede en Bienne, Suiza, es la asociación gremial de la industria del relojes de Suiza. Con unas 500 empresas afiliadas, la FH representa a más del 90% de todas las manufacturas de relojería de Suiza.